# 영양학

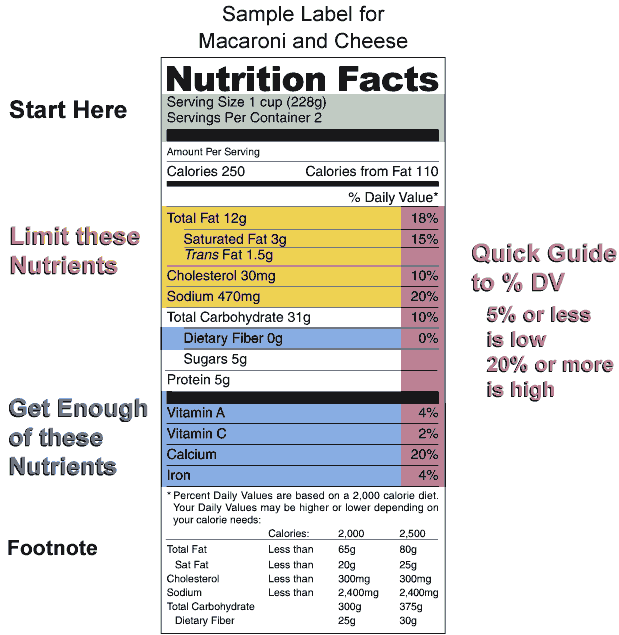

영양학(營養學, 영어: nutrition)은 생명을 지탱하는 데 반드시 있어야 할 물질들(음식의 형태)인 영양에 대하여 연구하는 학문으로, 식품이 생명체에 어떻게 영향을 미치고 이용되는지를 연구한다. 이를테면 식품의 종류, 조성, 조리법, 또 병이 났을 때의 식사 따위를 생리학, 생화학, 병리학, 위생학의 입장에서 연구할 수 있다.

## 역사

### 기원전
최초로 기록된 식단의 충고는 기원전 약 2500년 바빌로니아의 석판에 새겨져 있으며 내부에 통증이 있는 자들은 사흘 간 양파를 먹지 않을 것을 경고했다. 나중에 괴혈병을 통해 비타민 C 결핍이 발견된 일이 기원전 1500년 에베르스 파피루스에 처음 기록되었다.
Walter Gratzer에 따르면, 영양 연구는 아마도 기원전 6 세기에 시작되었다. 중국에서는 기의 개념이 서유럽 사람들이 나중에 pneuma라고 불렀던 것과 유사한 정신이나 "바람"을 발전시켰다. 음식은 중국, 인도, 말라야, 페르시아 등에서 뜨거운 고기(예: 육류, 피, 생강, 매운 향료)와 냉기(녹색 채소)로 분류되었다. Humours는 기와 함께 중국에서 아마도 처음으로 발전했다. 의사는 질병이 요소 부족(우 싱: 불, 물, 흙, 나무, 금속)으로 인해 발생한다고 결론을 내렸고, 규정 식과 마찬가지로 질병을 분류했다. 같은시기에 크로톤의 알케 이옹(Alcmaeon of Croton, 그리스어)은 들어간 것과 밖으로 나가는 것 사이의 평형의 중요성에 대해 썼으며, 불균형은 비만이나 쇠약에 의해 나타나는 질병을 초래할 것이라고 경고했다.
인간 대상과 함께 처음으로 기록된 영양 실험은 성경의 다니엘서에 나와 있다. 다니엘과 그의 친구들은 이스라엘의 침공 동안 바빌론의 왕에 의해 잡혔다. 법원의 종들로 선출 된 이들은 왕의 훌륭한 음식과 포도주를 나누었다. 그러나 그들은 유대인의 식단 제한에 따라 야채(맥박)와 물을 선호하면서 반대했다. 왕의 청지기는 마지 못해 재판에 동의했다. 다니엘과 그의 친구들은 열흘 동안 식단을 받았고 왕의 사람들과 비교되었다. 더 건강해지면 그들은 식단을 계속할 수 있게 되었다.
기원전 475년경, Anaxagoras는 음식은 인체에 흡수되어 영양소의 존재를 시사하는 "홈 메로틱 (homeomerics)"(생성 요소)을 포함한다고 말했다. 기원전 400년경, 히포크라테스는 그 당시 남부 유럽에서 흔히 볼 수 있었던 비만에 대해 인식하고 관심을 가졌으며 "음식을 약으로 삼고 음식을 음식으로 삼으십시오." 코퍼스 히포크라 티쿰(Corus Hippocraticum)이 절제안을 요구하고 운동을 강조했다.
천년 반 동안 계속된 연구에서 갈렌(Galen, 1세기)은 영양학에 대한 최초의 일관된 이론을 창안했다.
소금, 후추 및 기타 향신료는 다양한 조제 예시로 식초와 혼합되어 다양한 질병에 처방되었다. BC 2세기에 Cato the Elder는 양배추(또는 양배추 먹는 사람들의 소변)가 소화기 질환, 궤양, 사마귀 및 중독을 치료할 수 있다고 믿었다.

## 영양소
마리온 네슬레(Marion Nestle)의 말에 의하면 사람들에게 요구되는 것으로 알려진 영양소는 거의 확실하게 불완전하다. 현재 양분은 크게 두 가지 유형으로 생각된다: 상대적으로 다량으로 필요한 영양소와 소량으로 필요한 영양소. 정확한 이유는 분명하지 않지만 탄수화물,식이 섬유, 즉 셀룰로스와 같은 소화되지 않는 물질이 기계적 및 생화학적 이유로 동물에게 요구된다. 일부 영양소는 지용성 비타민으로 저장 될 수 있지만 다른 것들은 어느 정도 지속적으로 필요하다. 안좋은 건강상태는 필요한 영양소가 부족하거나 일부 비타민과 미네랄이 필요한 영양소가 너무 많아서 발생할 수 있다.

### 탄수화물
탄수화물은 단당류, 이당류 또는 다당류로 분류 될 수 있다. 단당류(당)의 수에 따라 다르다. 그들은 쌀, 국수, 빵 및 기타 곡물 제품, 감자, 참마, 콩, 과일, 과일 주스 및 채소와 같은 식품의 대부분을 구성한다. 단당류, 이당류 및 다당류는 각각 1 개, 2 개 및 3 개 이상의 당 유닛을 함유한다. 다당류는 일반적으로 복잡하고 복잡한 탄수화물로 불린다.
전통적으로 단순 탄수화물은 빠르게 흡수되어 복잡한 탄수화물보다 더 빨리 혈당 수치를 높이는 것으로 알려져 있다. 그러나 이것은 정확하지 않다. 본질적으로 많은 복합 탄수화물이 단순 탄수화물과 동일한 속도로 소화 될 수있는 반면, 일부 간단한 탄수화물(예: 과당)은 포도당에 부분 대사가 일어나는 상이한 대사 경로(예: 과당 분해)를 따른다. 세계 보건기구(WHO)는 추가 된 당분이 총 에너지 섭취량의 10 %를 넘지 않아야한다고 권고했다.

### 섬유질
식이 섬유는 인간과 일부 동물에서 불완전하게 흡수되는 탄수화물이다. 모든 탄수화물과 같이 신진 대사시 그램 당 4 칼로리(킬로칼로리)의 에너지를 생산할 수 있다. 그러나, 대부분의 상황에서 흡수 및 소화율이 제한되어 있기 때문에 그 양이 적다. 식이 섬유는 주로 셀룰로스로 구성되어 있다. 탄수화물 고분자는 사람이 분해 할 수 있는 효소가 없기 때문에 소화되지 않는다. 수용성 섬유와 불용성 섬유의 두 가지 하위 범주가 있다. 전체 곡물, 과일(특히 자두, 무화과)과 채소는 식이 섬유의 좋은 원천이다. 고 섬유식이의 건강에 많은 이점이 있다. 식이 섬유는 변의 무게와 크기를 증가시키고 연화시키는 등 변비와 설사와 같은 위장 문제를 줄일 수 있다. 통밀 가루, 견과류 및 채소에서 발견되는 불용성 섬유는 특히 연동 운동을 촉진한다 - 소화관을 따라 소화를 진행시키는 내장의 규칙적인 근육 수축. 귀리, 완두콩, 콩 및 많은 과일에서 발견되는 용해성 섬유는 내장을 통해 식품의 움직임을 늦추는 젤을 생성하기 위해 장의 물에 용해된다. 이것은 설탕의 흡수를 느리게 할 수 있기 때문에 혈당 수치를 낮추는데 도움이 될 수 있다. 또한 섬유질, 특히 전체 곡물에서 섬유질이 인슐린 급증을 완화시켜 2 형 당뇨병의 위험을 줄일 수 있다고 생각된다. 증가 된 섬유소 섭취와 대장 암의 위험 감소 사이의 연관성은 여전히 불확실하다.

### 지방
식이 지방의 분자는 일반적으로 글리세롤에 결합 된 몇 가지 지방산(탄소와 수소 원자의 긴 사슬을 포함)으로 이루어져 있다. 그들은 일반적으로 트리 글리세 라이드(하나의 글리세롤 백본에 부착 된 3 가지 지방산)로 발견된다. 지방은 관련된 지방산의 상세한 구조에 따라 포화 또는 불포화로 분류 될 수 있다. 포화 지방은 수소 원자에 결합 된 지방산 쇄의 탄소 원자를 모두 가지고있는 반면, 불포화 지방은 이중 결합 된 일부 탄소 원자를 가지므로 분자의 수소 원자는 같은 길이의 포화 지방산보다 상대적으로 적다. 불포화 지방은 단일 불포화(하나의 이중 결합) 또는 다중 불포화(많은 이중 결합)로 더 분류 될 수 있다. 또한 지방산 사슬의 이중 결합 위치에 따라 불포화 지방산은 오메가 -3 또는 오메가 -6 지방산으로 분류된다. 트랜스 지방은 트랜스 - 이성질 결합을 가진 불포화 지방의 일종이다. 이것들은 본질적으로 희귀하고 자연적인 출처의 식품에서 드물다. 이들은 일반적으로 (부분) 수소화라고 하는 산업 공정에서 생성된다. 지방 1g 당 9 킬로 칼로리가 있다. 에너지를 제공하는 것 이외에 공액 리놀레산, 카탈리스트 산, 엘레 오스테린 산 및 푸 닉산과 같은 지방산은 강력한 면역 조절 분자를 나타낸다.
포화 지방(일반적으로 동물 공급원)은 수천 년 동안 많은 세계 문화에서 필수품이었다. 불포화 지방(예: 식물성 기름)은 더 건강한 것으로 간주되는 반면, 트랜스 지방은 피해야한다. 포화 지방과 일부 트랜스 지방은 일반적으로 실온에서 고체(예: 버터 또는 라드)이지만 불포화 지방은 일반적으로 액체(예: 올리브 오일 또는 아마 인유)이다. 트랜스 지방은 본질적으로 매우 드물며 인체 건강에 매우 해롭지 만 식품 가공 산업에서 유용할 수 있는 성욕 저항과 같은 특성을 가지고 있다.

### 단백질
단백질은 많은 동물의 몸체(예: 근육, 피부 및 모발)의 구조재이다. 그들은 또한 체내의 화학 반응을 제어하는 효소를 형성한다. 각 단백질 분자는 질소와 때로는 황을 포함하는 아미노산으로 구성된다(이 성분들은 모발의 각질과 같이 단백질을 태우는 특유한 냄새의 원인이다). 신체는 새로운 단백질을 생산하고 (단백질 유지) 손상된 단백질을 대체하기 위해 아미노산을 필요로한다(유지). 단백질 또는 아미노산 저장 규정이 없기 때문에 아미노산이식이에 존재해야한다. 과량의 아미노산은 일반적으로 소변에서 버려진다. 모든 동물에게 일부 아미노산은 필수적이며(동물은 내부에서 생산할 수 없다), 일부는 필수적이지 않다(동물은 다른 질소 함유 화합물에서 생산할 수 있다). 약 20 개의 아미노산이 인체에서 발견되며 약 10 가지가 필수적이므로 식이 요법에 포함되어야 한다. 적절한 양의 아미노산(특히 필수 아미노산)을 함유 한식이 요법은 초기 발육 및 성숙 단계, 임신, 수유 또는 부상(예를 들면, 화상)에서 특히 중요하다. 완전한 단백질 공급원은 모든 필수 아미노산을 포함한다. 불완전한 단백질 공급원은 하나 이상의 필수 아미노산이 결여되어있다.
완전한 단백질 공급원을 만들기 위해 불완전한 두 가지 단백질 공급원(예: 쌀과 콩)의 단백질 조합이 가능하며 특징적인 조합은 독특한 문화적 요리 전통의 기초이다. 그러나 보완적인 단백질 공급원은 신체가 함께 사용하기 위해 동일한 식사에서 섭취 할 필요가 없다. 단백질의 과도한 아미노산은 글루코오스로 변환되어 글루 코오 네 신 시스(gluconeogenesis)라는 과정을 통해 연료로 사용된다.

### 물
물은 여러 형태로 몸에서 배출된다. 소변과 대변, 발한, 호흡의 수증기 등이 있다. 따라서 손실 된 유체를 대체하기 위해 적절하게 재 수화 할 필요가 있다.
건강을 유지하는 데 필요한 물의 양에 대한 조기 권장 사항에 따르면 적절한 수분을 유지하기 위해서는 매일 6-8 잔의 물을 최소로 섭취해야 한다고 제안했다. 그러나 사람이 하루에 8 잔의 물을 섭취해야 한다는 생각은 믿을만한 과학적 자료로 추적 할 수 없다. 국립 연구위원회(National Research Council)의 식품 영양위원회(Food and Nutrition Board)가 1945년에 처음으로 섭취하는 권장 섭취량은 "다양한 사람들의 일반적인 기준은 식품의 각 칼로리에 대해 1 밀리리터이다. 이 양은 대부분 조리 된 식품에 포함되어있다." 최근의 유체 섭취에 대한 권고 사항을 비교 한 결과, 우리가 건강을 위해 소비해야 하는 물의 양에 큰 불일치가 있음이 밝혀졌다. 따라서 가이드 라인을 표준화하는 데 도움이 되도록 물 소비에 대한 권장 사항은 최근 유럽 식품 안전청 (EFSA) 문서 (2010)에 포함되어 있다. (i) 식품 기반식이 가이드 라인 및 (ii) 물 또는 적절한 일일 섭취를 위한 식이 기준 ADI) 이러한 규격은 "소변의 바람직한 삼투압 값과 섭취 된 에너지 단위당 바람직한 물의 양"을 가진 개인 집단의 측정 된 섭취량으로부터 적절한 섭취량을 계산함으로써 제공되었다.
건강에 좋은 수분 공급을 위해 현재의 EFSA 지침에서는 성인 여성의 경우 2.0 L/일, 성인 남성의 경우 2.5 L/일의 총 섭취량을 권장한다. 이 기준값에는 음용수, 기타 음료 및 음식물에서 나오는 물이 포함된다. 매일 필요한 물의 약 80 %는 우리가 마시는 음료에서 나온다. 남은 20 %는 음식에서 나온다. [66] 수분 함량은 섭취하는 음식의 종류에 따라 다르며, 예를 들어 곡류보다 많은 과일과 채소가 들어 있다. 이 값들은 유엔 식량 농업기구(Food and Agriculture Organization of United Nations)에 의해 발표 된 국가 별 식량 수지 보고서를 사용하여 산정된다.
EFSA 패널은 또한 다른 집단에 대한 섭취량을 결정했다. 노인의 권장 섭취량은 에너지 소비량이 적음에도 불구하고 성인과 동일하며, 신장 집중 용량의 감소로 인해이 그룹의 물 수요가 증가한다. 임산부와 모유 수유 여성은 수분을 유지하기 위해 추가로 수분을 필요로 한다. EFSA 패널은 임산부가 임신하지 않은 여성과 동일한 양의 물을 소비해야 하고, 더 높은 에너지 요구량에 비례하여 300 mL/일을 소비해야 한다고 제안했다. 추가 수분 공급량을 보충하기 위해 모유 수유 여성은 비 수유 여성의 권장 섭취량보다 700 mL/일 더 필요하다. 탈수 및과 - 수화 - 너무 적거나 너무 많은 물 - 각각 해로운 결과를 초래할 수 있다. 과량의 물을 마시는 것은 저 나트륨 혈증의 가능한 원인, 즉 저 혈청 나트륨의 하나이다.

## 관련 학회
- 대한지역사회영양학회

## 같이 보기
- 영양소
- 한국인 영양소 섭취기준